# Леттеринг

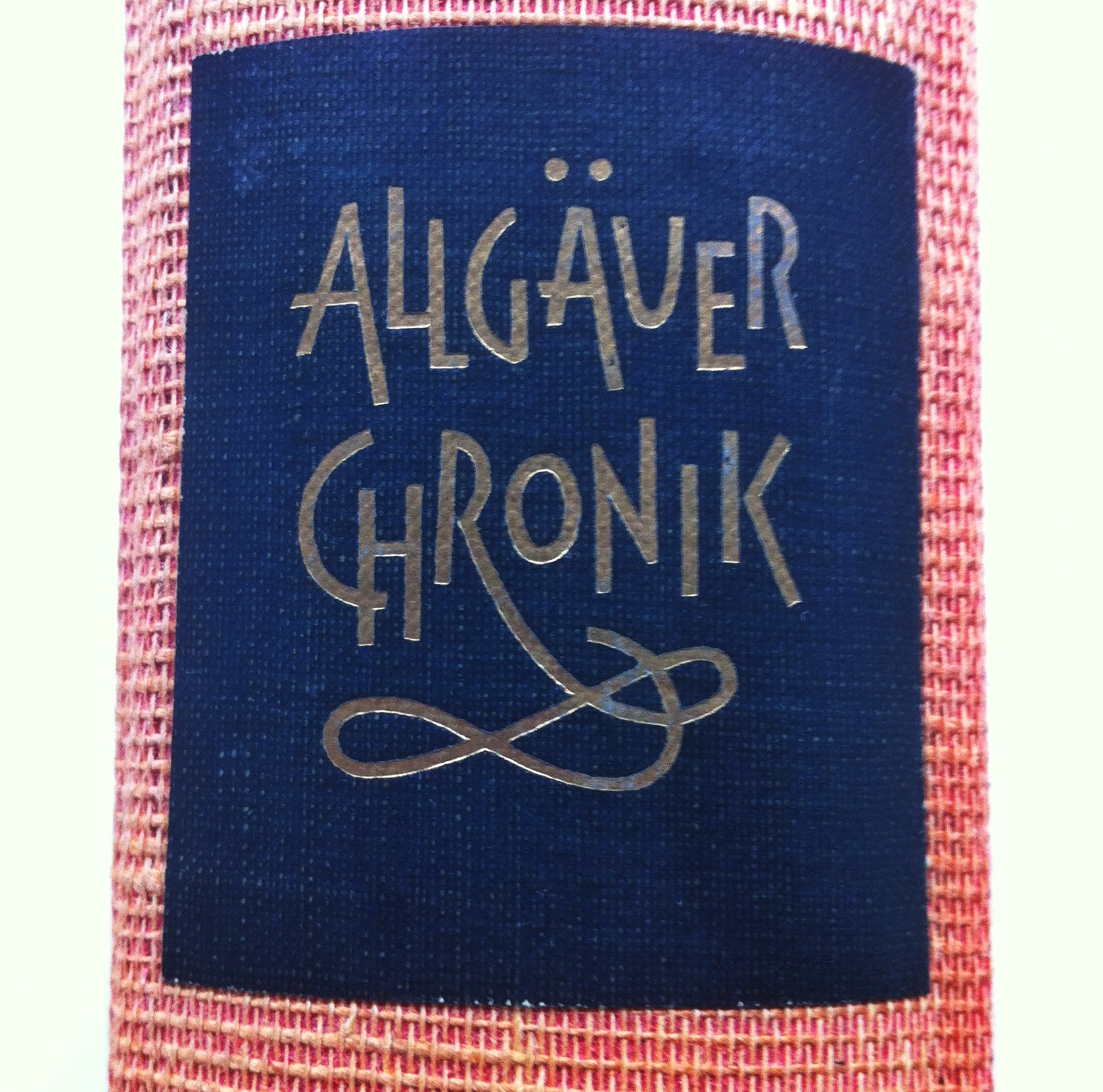
Изготовленный на заказ леттеринг на корешке книги 1960-х годов

Ле́ттеринг — зонтичный термин, охватывающий искусство рисования букв, а не простого их написания. 
Леттеринг считается формой искусства, где каждая буква во фразе или цитате выступает в качестве иллюстрации. Каждая буква создается с вниманием к деталям и играет уникальную роль в композиции. Надпись создается как изображение с буквами, которые предназначены для использования в уникальной конфигурации. На основе леттеринга обычно не создают шрифты, поскольку буквы рисуют с учётом конкретного слова.

## Примеры
Леттеринг используют для чертежей и комиксов, а декоративный леттеринг применяют при рисовании вывесок и в пользовательской графике. Например, на плакатах, на фирменном бланке или логотипе, памятных табличках, леттеринг для рекламы, на шинах, росписи предметов (филетеадо), граффити или на меловых досках.
Буквы могут быть нарисованы, нанесены с помощью трафаретов или с помощью цифрового носителя со стилусом или программой векторной графики. Леттеринг, который не был создан с помощью цифровых инструментов, обычно называют рукописным.

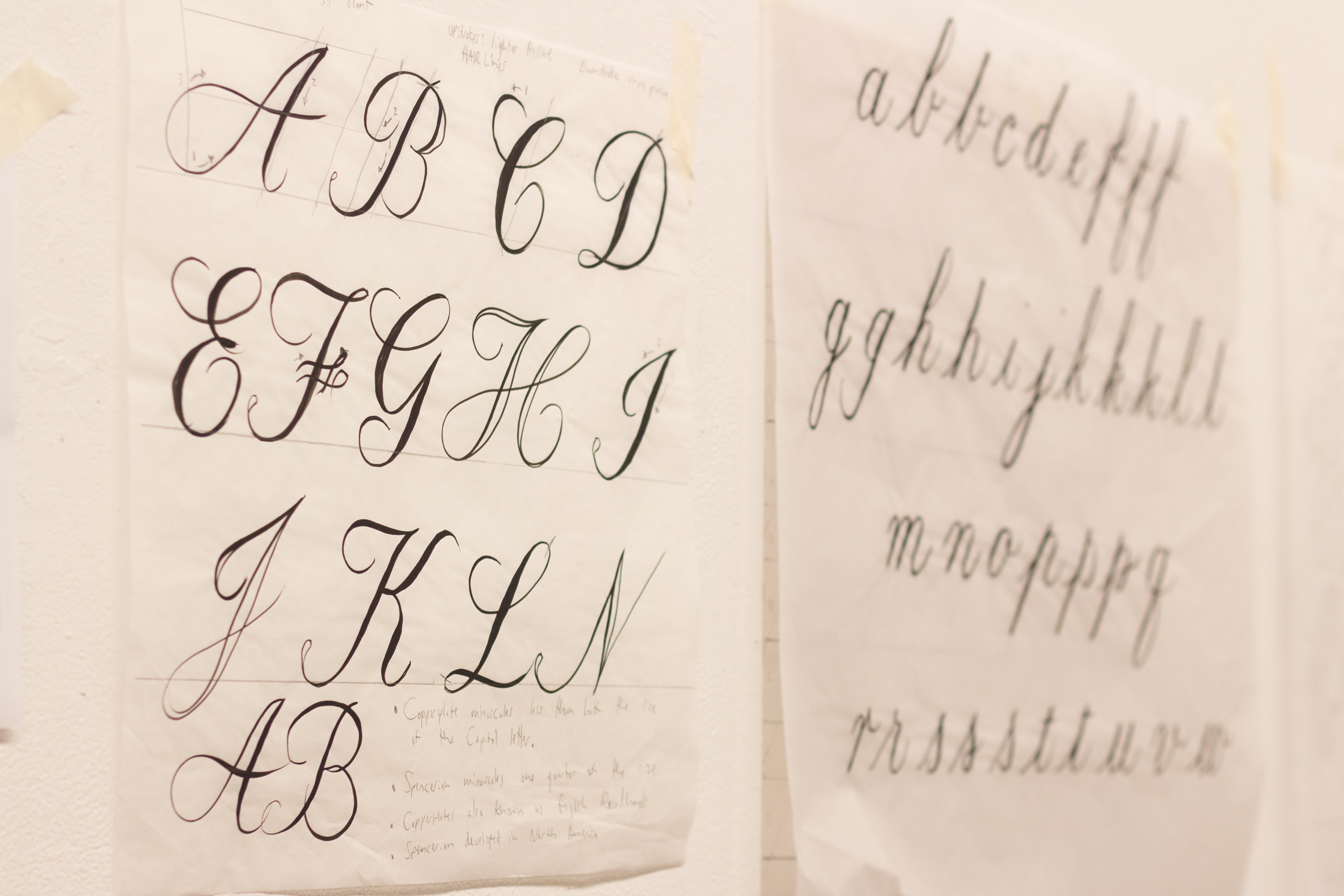
Практика письма кистью художника Эммануэля Севильи

Раньше почти все декоративные надписи, кроме газетных, создавались по индивидуальному заказу или вручную. Использование шрифтов вместо леттеринга расширялось благодаря новым методам печати, фотонаборному и цифровому набору шрифтов, которые позволяют печатать шрифты любого желаемого размера. Леттеринг был особенно важен в исламском искусстве из-за исламской практики избегания изображений живых существ в целом и пророка Мухаммеда в частности. Вместо этого использовались изображения в форме исламской каллиграфии, включая хилью или художественные формы, основанные на письменных описаниях Мухаммеда.
В последнее время появились художники, пробующие писать от руки фудэпэнами или при помощи электронных приспособлений. В частности, популярны стили c засечками, гротески, курсив, винтаж, готическое письмо, граффити и креативные надписи. Сформировалось несколько сообществ, пишущих от руки, которые собрались на таких сайтах, как Reddit. Некоторые создатели продают свои проекты надписей, а другие создают аккаунты в Instagram, посвященные публикации своих надписей.

## Связанные художественные формы
Леттеринг можно спутать с похожими терминами, такими как каллиграфия или типографика. Разъяснение различий между ними может занимать  несколько страниц во всесторонних руководствах.

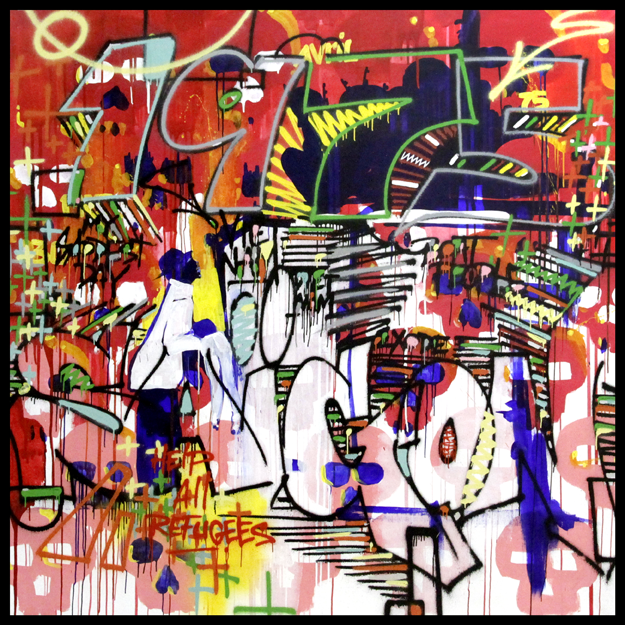
Сайгон, работа Сирила Конго 2011 года

Каллиграфия известна как более жёсткий процесс, который требует изучения формы букв и сочетания толстых штрихов снизу с тонкими штрихами сверху. Этот стиль письма обычно создается перьями и чернилами. Некоторые каллиграфы и писатели говорят, что каллиграфия, созданная кистью, становится надписью или искусственной каллиграфией, но другие считают, что подход, используемый при начертании букв, более важен, чем применяемые инструменты.
Типографика — это использование шрифта в повторяющейся системе, где все экземпляры одной и той же буквы выглядят одинаково.
Частично эти заблуждения распространены потому, что некоторые магазины шрифтов классифицируют свои шрифты как «написанные от руки», «иллюстрированные» или «каллиграфические». Указанные шрифты могут начинаться с алфавита, написанного от руки, который затем оцифровывается и превращается в повторяемую систему. Это идентифицирует их как типографику, а не как леттеринг.
Руководство Hand Lettering for Beginners определяет три термина следующим образом: леттеринг — это искусство рисования букв, каллиграфия — это искусство написания букв, а типографика — это искусство использования букв.
Похожее, рисованное (или просто выделенное) изображение заглавной буквы в книге, в начале страницы или раздела называют бу́квицей или инициа́лом.